# Sigurd Larsen
Sigurd Larsen (* 1981) ist ein dänischer Architekt und Möbeldesigner, der in Berlin lebt und arbeitet.

## Leben
Larsen studierte ab 2002 Architektur an der Architekturschule Aarhus (Abschluss Bachelor) und ab 2006 Design an der Kongelige Danske Kunstakademis Skoler for Arkitektur, Design og Konservering (KADK) in Kopenhagen, wo er 2008 einen Master-Abschluss erwarb. Er arbeitete bei OMA Rem Koolhaas in New York, beim niederländischen Architekturbüro MVRDV in Rotterdam und bei COBE in Kopenhagen und Berlin. 2009 gründete Larsen sein Büro in Berlin-Kreuzberg. 2016 und 2017 stellte er verschiedene Einfamilienhäuser in Dänemark und New York fertig sowie eine Reihe von „LoftRooms“ im Michelberger Hotel in Berlin.
Von 2011 bis 2016 war Larsen Wissenschaftlicher Mitarbeiter an der Universität der Künste Berlin. Seit 2016 ist er als Professor an der Berlin International University of Applied Sciences in Berlin tätig.

## Werke
- WERKSTÜCK Edition 001, für HORNBACH, Berlin, 2018[2]
- Küchen für Reform, 2017,[3]
- „The Shrine“, 2017
- “FELLESHOCKER” für die Skandinavische Botschaft, 2017,[4]
- Sofas für FormelA, 2015 und 2017
- “The Roof House” Kopenhagen, 2017,[5]
- “The Green House”, Lejre, 2017[6]
- “The Barn House”, New York, 2016[7]
- „Hideouts“ Michelberger Hotel, Berlin, 2016[8]
- „Sorte Hus“, Kopenhagen, 2014[9]
- Klick Regale für New Tendency, 2014,[10]

## Auszeichnungen
- 2012: Schinkelpreis, Bereich Kunst. Projekt: Wachsende Konserve, Potsdam
- 2013: Haus für Tanz, (LP 1-5) Bordeaux_FR, Wettbewerb – 1. Preis
- 2013: Lindenhöfe, Wohnen, (LP 2) Berlin_DE, Wettbewerb – 2. Preis
- 2014: Stellingen, Wohnen und Kultur, (LP 2) Hamburg_DE, Wettbewerb – Ehrenwerte Erwähnung
- 2014: Adidas „Eat and Greet“, Konzeptentwurf für den Wettbewerb, (LP 2-4) Herzogenaurach_DE, Wettbewerb – 1. Preis[11]
- 2016: Architekturwettbewerb Gesamtschule Rheda-Wiedenbrück. - 1. Preis
- 2016: Ideenwettbewerb „The City Above the City“ Projekt: Dachkiez. - 2. Preis[12]
- 2016: AIT Award ”Best Hotel Design” Projekt: Michelberger Hotel, Berlin
- 2017: World Architecture Festival Prize. Shortlisted, Kategorie ”House”. Projekt: The Roof House[13]